# Maintal
Die Stadt Maintal liegt am Main zwischen Frankfurt am Main und Hanau im zusammenhängend bebauten Gebiet. Sie gehört dem Main-Kinzig-Kreis an, in dem sie nach Hanau die zweitgrößte Stadt ist.

## Geographie

### Nachbargemeinden
Maintal grenzt im Norden an die Gemeinden Niederdorfelden und Schöneck, im Osten an Hanau, im Süden – jeweils durch den Main getrennt – an Mühlheim am Main (Landkreis Offenbach) und die Stadt Offenbach (Offenbach-Rumpenheim) sowie im Westen an die Frankfurter Stadtteile Fechenheim und Bergen-Enkheim.

### Stadtgliederung
Dörnigheim (16.970 Einwohner)

 Bischofsheim (15.072 Einwohner)

 Hochstadt (6.239 Einwohner)

 Wachenbuchen (3.450 Einwohner)
Der Sitz der Stadtverwaltung ist in Hochstadt.

## Geschichte
Die Stadt wurde am 1. Juli 1974 im Zuge der Hessischen Gebietsreform aus der Stadt Dörnigheim und den Gemeinden Bischofsheim, Hochstadt und Wachenbuchen gebildet. In einer Umfrage vor der Zusammenlegung schlugen die meisten Bürger den Namen „Mainstadt“ vor.

## Politik

### Stadtverordnetenversammlung

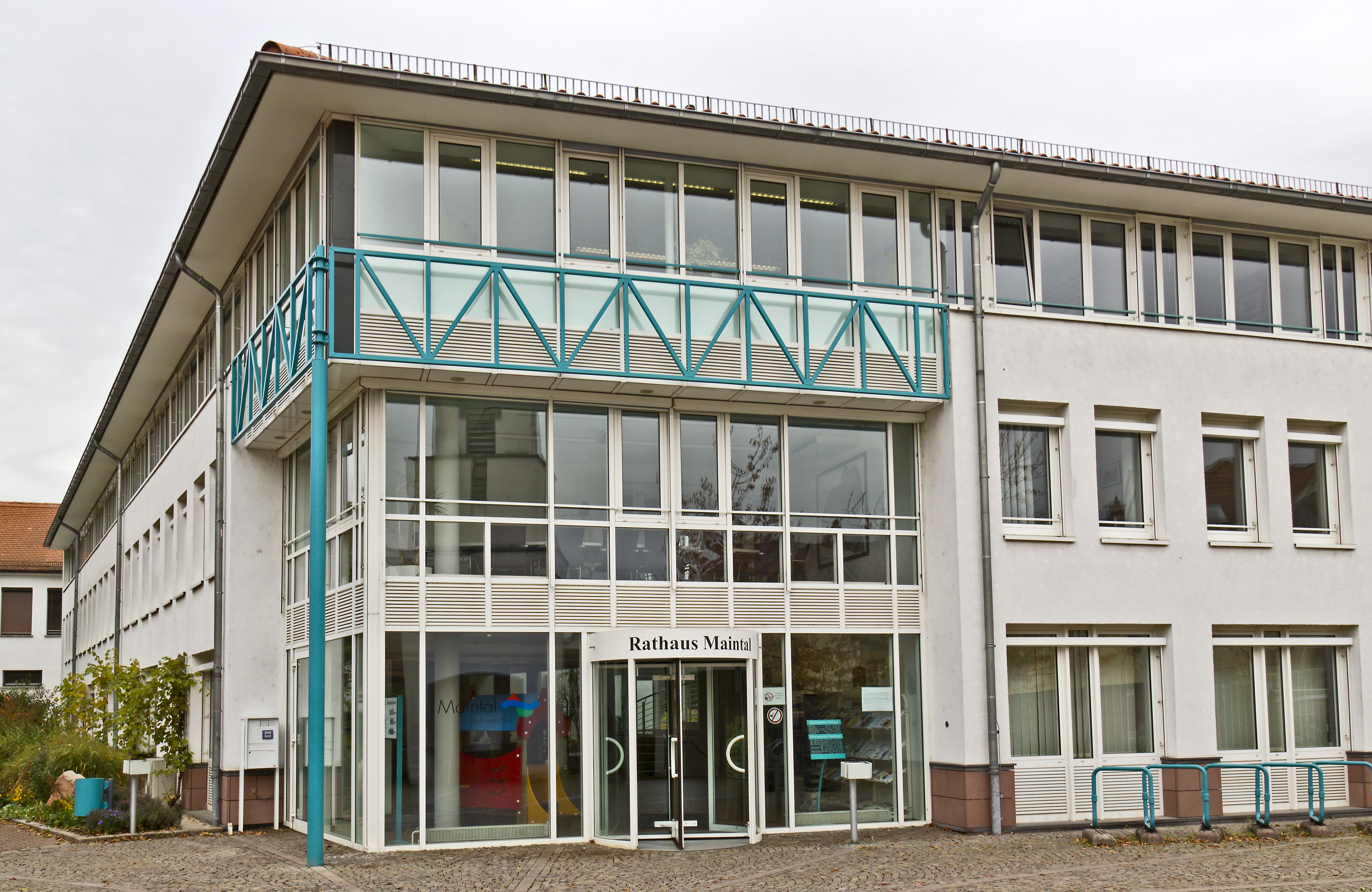
Rathaus Maintal

Die Maintaler Stadtverordnetenversammlung ist das Parlament und das höchste politische Organ der Stadt. Die 45 Mitglieder werden alle 5 Jahre gewählt. Stimmberechtigt sind volljährige Maintaler, die eine deutsche Staatsangehörigkeit haben oder EU-Bürger sind. Die letzte Wahl fand am 14. März 2021 statt.
Die Kommunalwahl am 14. März 2021 lieferte folgendes Ergebnis, in Vergleich gesetzt zu früheren Kommunalwahlen:
| Stadtverordnetenversammlung – Kommunalwahlen 2021 | Stadtverordnetenversammlung – Kommunalwahlen 2021                                                          |
| --- | --- |
| Stimmenanteil in %Wahlbeteiligung 41,4 % 403020100 25,2 (−1,4)21,9 (+10,7)21,7 (−10,8)10,3 (−6,7)10,2 (−2,6)5,6 (n. k.)5,1 (n. k.) CDUGrüneSPDWAMdFDPAfDGEMEINSAMg2016 2021Anmerkungen:d Wahlalternative Maintalg Gemeinsam für Maintal | SitzverteilungInsgesamt 45 Sitze - WAM: 5 - SPD: 10 - Grüne: 10 - GEMEINSAM: 2 - FDP: 5 - CDU: 11 - AfD: 2 |

| Parteien und Wählergemeinschaften | Parteien und Wählergemeinschaften           | % 2021 | Sitze 2021 | % 2016 | Sitze 2016 | % 2011 | Sitze 2011 | % 2006 | Sitze 2006 | % 2001 | Sitze 2001 |
| --------------------------------- | ------------------------------------------- | ------ | ---------- | ------ | ---------- | ------ | ---------- | ------ | ---------- | ------ | ---------- |
| CDU                               | Christlich Demokratische Union Deutschlands | 25,2   | 11         | 26,6   | 12         | 31,8   | 14         | 37,4   | 17         | 42,7   | 19         |
| GRÜNE                             | Bündnis 90/Die Grünen                       | 21,9   | 10         | 11,2   | 5          | 16,4   | 8          | 9,0    | 4          | 8,7    | 4          |
| SPD                               | Sozialdemokratische Partei Deutschlands     | 21,7   | 10         | 32,5   | 14         | 33,2   | 15         | 34,9   | 16         | 39,9   | 18         |
| WAM                               | Wahlalternative Maintal                     | 10,3   | 5          | 17,0   | 8          | 11,6   | 5          | 7,2    | 3          | —      | —          |
| FDP                               | Freie Demokratische Partei                  | 10,2   | 5          | 12,8   | 6          | 4,5    | 2          | 7,6    | 3          | 4,6    | 2          |
| AfD                               | Alternative für Deutschland                 | 5,6    | 2          | —      | —          | —      | —          | —      | —          | —      | —          |
| GEMEINSAM                         | Gemeinsam für Maintal                       | 5,1    | 2          | —      | —          | —      | —          | —      | —          | —      | —          |
| REP                               | Die Republikaner                            | —      | —          | —      | —          | 2,6    | 1          | 3,3    | 2          | 4,0    | 2          |
| gesamt                            | gesamt                                      | 100,0  | 45         | 100,0  | 45         | 100,0  | 45         | 100,0  | 45         | 100,0  | 45         |
| Wahlbeteiligung in %              | Wahlbeteiligung in %                        | 41,4   | 41,4       | 36,8   | 36,8       | 39,9   | 39,9       | 37,6   | 37,6       | 44,3   | 44,3       |

### Bürgermeister und Magistrat
Nach der hessischen Kommunalverfassung wird der Bürgermeister für eine sechsjährige Amtszeit gewählt, seit dem Jahr 1993 in einer Direktwahl, und ist Vorsitzender des Magistrats, dem in der Stadt Maintal neben dem Bürgermeister hauptamtlich ein Erster Stadtrat und ehrenamtlich acht weitere Stadträte angehören. Bürgermeisterin ist seit dem 1. Januar 2016 die parteilose Monika Böttcher. Sie wurde am 27. September 2015 in einer Stichwahl als Nachfolgerin von Erhard Rohrbach (CDU), der nach drei Amtszeiten zur Wiederwahl nicht mehr angetreten war, bei 31,2 Prozent Wahlbeteiligung mit 51,8 Prozent der Stimmen gewählt. Es folgte eine Wiederwahl im September 2021.
Amtszeiten der Bürgermeister
- 2016–2027 Monika Böttcher[10]
- 2004–2015 Erhard Rohrbach[11] (CDU)
- 2001–2003 Dorothee Diehl (CDU)
- 1995–2001 Erhard Rohrbach (CDU)
- 1983–1995 Walter Unger (SPD)
- 1975–1983 Erwin Henkel (SPD) (zuvor Bürgermeister in Dörnigheim)
- 1974–1975 Georg Krieger (SPD) (Staatsbeauftragter, zuvor Bürgermeister in Bischofsheim)[15][16][17][18][19]

Magistrat
Der Magistrat ist als Kollegialorgan die Verwaltungsbehörde der Stadt. Er besteht aus dem Bürgermeister als Vorsitzenden, dem Ersten Stadtrat und weiteren Stadträten. In der Praxis besteht die weit überwiegende Mehrheit des Magistrats aus ehrenamtlichen Mitgliedern. Die Zahl der hauptamtlichen Stadträte darf die der ehrenamtlichen jedenfalls nicht übersteigen.
Der Magistrat besorgt die laufende Verwaltung und wird von den Bediensteten der Stadt unterstützt. Diese stellt er ein, befördert und entlässt sie. Er trifft die Entscheidungen zu laufenden Verwaltungsangelegenheiten, bereitet gemeinsam mit der Verwaltung die Beschlüsse der Stadtverordnetenversammlung vor und führt diese aus. Er wirkt mit bei der Ausführung der Gesetze und Verordnungen innerhalb der Stadt, bei der Verwaltung des Vermögens, bei der Erstellung des Haushaltsplanes sowie bei der Überwachung des Kassen- und Rechnungswesens. Auch die Wahrung der Bürgerinteressen ist seine Aufgabe. Er tagt unter Vorsitz des Bürgermeisters in nicht-öffentlichen Sitzungen. An den Sitzungen der Stadtverordnetenversammlung nimmt der Magistrat ohne Stimmrecht teil.
Die ehrenamtlichen Stadträte werden von der Stadtverordnetenversammlung in oder bald nach der konstituierenden Sitzung für die fünfjährige Wahlperiode bis zur nächsten Kommunalwahl in den Magistrat gewählt. Für die Dauer ihrer Wahlzeit werden sie zu Ehrenbeamten ernannt und können zwar zurücktreten, aber im Gegensatz zu hauptamtlichen Magistratsmitgliedern nicht abgewählt werden. Die Stärke der in der Stadtverordnetenversammlung vertretenen Fraktionen spiegelt sich grundsätzlich in der Zusammensetzung des ehrenamtlichen Magistrats wider.
Hauptamtliche Stadträte werden von der Stadtverordnetenversammlung auf die Dauer von sechs Jahren als Wahlbeamte gewählt. In der Stadt Maintal gibt es zwei hauptamtliche Magistratsmitglieder: Bürgermeisterin Monika Böttcher und Erster Stadtrat Karl-Heinz Kaiser (SPD), seit dem 1. September 2020 im Amt. Nach dem Geschäftsverteilungsplan der Bürgermeisterin sind beide als Dezernenten jeweils für einen Teil der Ämter und Fachbereiche der Stadtverwaltung zuständig. Dem Ersten Stadtrat sind die Fachbereiche „Sicherheit und Ordnung“, „Soziales“, „Stadtentwicklung“, „Jugend, Bildung, Kultur und Vereine“ sowie der Eigenbetrieb Betriebshof zugewiesen.

### Ausländerbeirat
Der Ausländerbeirat darf die Politik in Maintal nicht direkt mitbestimmen, kann allerdings die Stadtverordnetenversammlung beraten.
Die Mitglieder des Ausländerbeirats können die ausländischen und staatenlosen Menschen vertreten, die nicht an der Wahl zur Stadtverordnetenversammlung teilnehmen dürfen. Stimmberechtigt sind alle volljährigen Maintaler, die keine deutsche oder EU-Staatsangehörigkeit besitzen. Die letzte Wahl fand am 14. März 2021 statt.
Die aktuellen und vergangenen Ergebnisse der Ausländerbeiratswahlen sind wie folgt:
| Sitzverteilung im Ausländerbeirat ab 2021Insgesamt 11 Sitze - ILM: 3 - AGM: 8 | Wahllisten           | Wahllisten                     | % 2021 | Sitze 2021 | % 2015 | Sitze 2015 | % 2010 | Sitze 2010 | % 2005 | Sitze 2005 | % 2002 | Sitze 2002 |
| Sitzverteilung im Ausländerbeirat ab 2021Insgesamt 11 Sitze - ILM: 3 - AGM: 8 | AGM                  | Ausländer Gemeinsam in Maintal | 68,4   | 8          | 100    | 11         | 100    | 11         | —      | —          | 29,4   | 3          |
| Sitzverteilung im Ausländerbeirat ab 2021Insgesamt 11 Sitze - ILM: 3 - AGM: 8 | ILM                  | Internationale Liste Maintal   | 31,6   | 3          | —      | —          | —      | —          | —      | —          | —      | —          |
| Sitzverteilung im Ausländerbeirat ab 2021Insgesamt 11 Sitze - ILM: 3 - AGM: 8 | APU                  | Ausländer Progressive Union    | —      | —          | —      | —          | —      | —          | 100    | 11         | 3,2    | 1          |
| Sitzverteilung im Ausländerbeirat ab 2021Insgesamt 11 Sitze - ILM: 3 - AGM: 8 | L.I.M.               |                                | —      | —          | —      | —          | —      | —          | —      | —          | 61,6   | 7          |
| Sitzverteilung im Ausländerbeirat ab 2021Insgesamt 11 Sitze - ILM: 3 - AGM: 8 | gesamt               | gesamt                         | 100    | 11         | 100,0  | 11         | 100,0  | 11         | 100,0  | 11         | 100,0  | 11         |
| Sitzverteilung im Ausländerbeirat ab 2021Insgesamt 11 Sitze - ILM: 3 - AGM: 8 | Wahlbeteiligung in % | Wahlbeteiligung in %           | 7,4    | 7,4        | 1,6    | 1,6        | 2,4    | 2,4        | 1,6    | 1,6        | 17,6   | 17,6       |

### Städtepartnerschaften
- Luisant (Frankreich), seit 11. April 1974
- Moosburg (Österreich), seit 21. Oktober 1976
- Esztergom (Ungarn), seit 15. Juli 1993
- Katerini (Griechenland), seit 20. März 1994

### Wappen und Flagge
Wappen

Blasonierung: „Schild im Verhältnis 3:1 gespalten; vorne in Rot zwei ineinander greifende silberne Zahnräder übereinander; hinten in Silber ein grüner Schilfstängel mit grünen Blättern und schwarzem Kolben. Im unteren Viertel ist das Wappen belegt mit einem Wellenbalken in verwechselten Farben.“
Das Wappen wurde der Stadt Maintal am 10. Februar 1976 durch das Hessische Innenministerium genehmigt. Gestaltet wurde es durch den Bad Nauheimer Heraldiker Heinz Ritt.
Das Wappen basiert auf dem der ehemaligen Gemeinde Bischofsheim, ergänzt durch den Wellenbalken, der den Main darstellen soll. Der Schilfstängel soll die Natur und die Zahnräder die Industrie in Maintal symbolisieren.
Flagge
Die Flagge wurde der Stadt am 17. August 1967 durch das Hessische Innenministerium genehmigt und wird wie folgt beschrieben:
„Die Flagge zeigt die Farben Weiß und Rot, im oberen Drittel belegt mit dem Stadtwappen.“

### Umwelt
Am 29. November 2010 unterzeichnete Bürgermeister Erhard Rohrbach die Charta der 100 Kommunen für den Klimaschutz.
Im Rahmen der Nachhaltigkeitsstrategie Hessen hat sich Maintal damit zum Ziel gesetzt, Potenziale zur Energieeinsparung und zur Steigerung der Energieeffizienz weiter auszuschöpfen und die Nutzung Erneuerbarer Energien voranzubringen.

## Kultur und Sehenswürdigkeiten

### Museen
Im Stadtteil Hochstadt ist das Heimatmuseum Maintal.

### Stolpersteine
Seit 2007 werden auch in Maintal durch den Künstler Gunter Demnig Stolpersteine für Opfer des Nationalsozialismus verlegt. Bis 2017 wurden bereits 77 Steine in drei Maintaler Stadtteilen gesetzt.

### Vereine
Das kulturelle Leben wird von den Vereinen, den Kirchengemeinden, vom Kulturbüro der Stadt Maintal und dem SeniorenOffice gestaltet. Weit über die Region hinaus sind die Kirchenkonzerte, die Straßenfeste, der Weihnachtsmarkt von Hochstadt und der Ironman sowie die Kerb in Wachenbuchen, die immer am zweiten Wochenende im August stattfindet, bekannt.
Maintals Senioren sind ehrenamtlich aktiv. Über die vielfältigen Betätigungsfelder informiert eine Seniorenzeitung und ein Internetauftritt.
Maintal ist des Weiteren eine Karnevals-Hochburg mit traditionellen Vereinen in allen vier Stadtteilen sowie einem Fastnachtsumzug, der alljährlich am Fastnachtsamstag in Dörnigheim stattfindet.

### Bauwerke
Siehe Liste der Kulturdenkmäler in Maintal

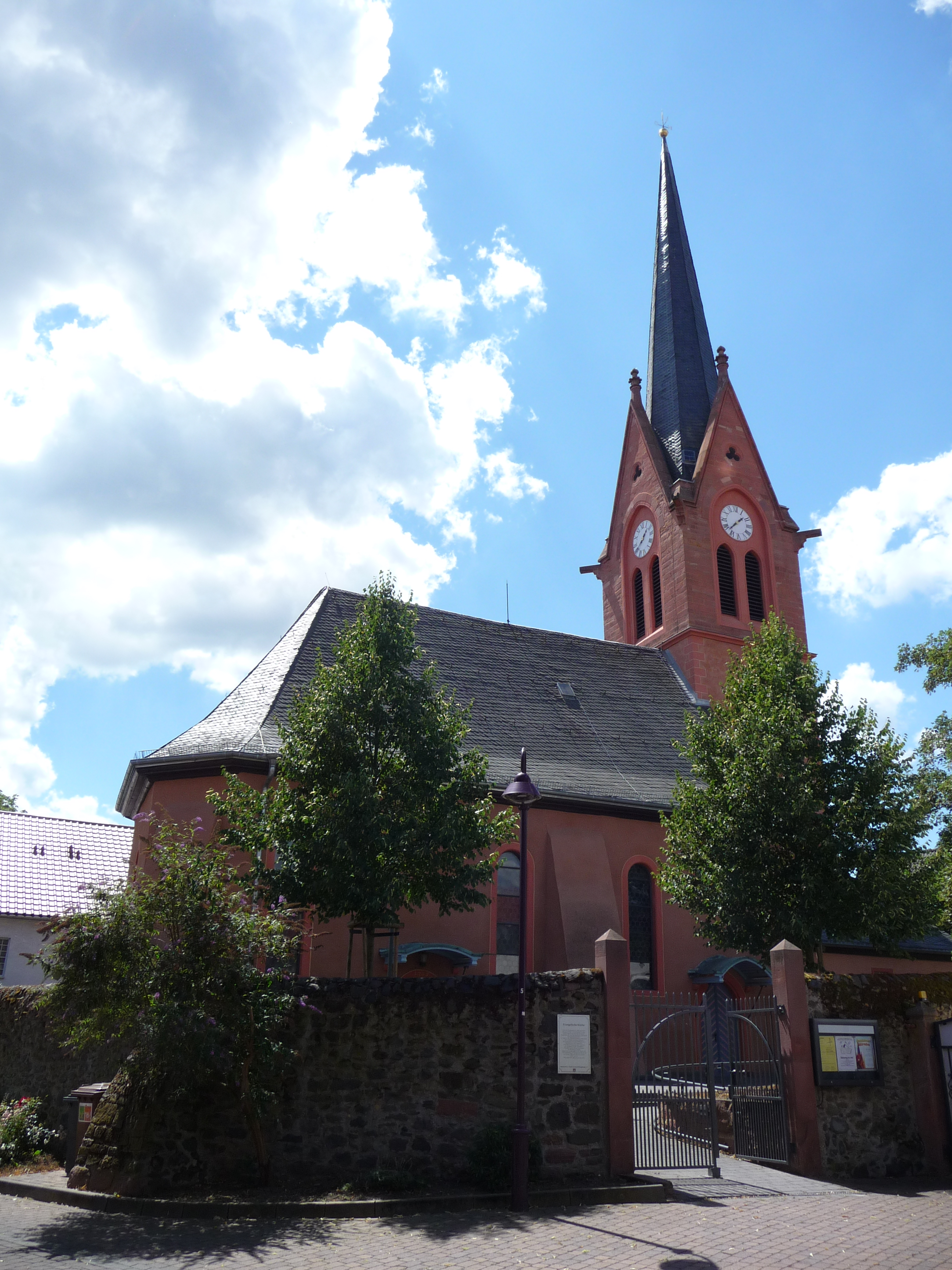
Alte Kirche am Main – Dörnigheim
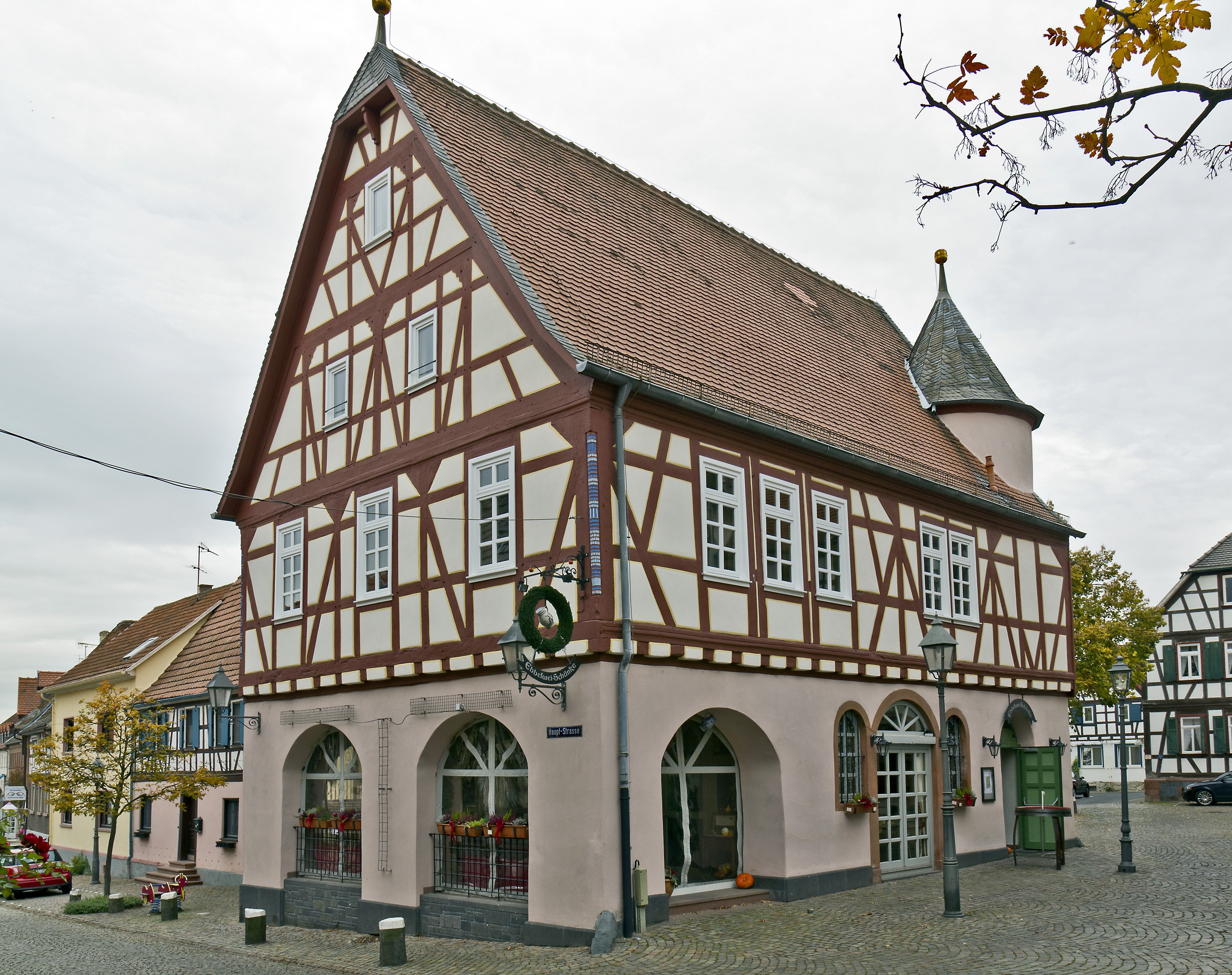
Historisches Rathaus im Stadtteil Hochstadt
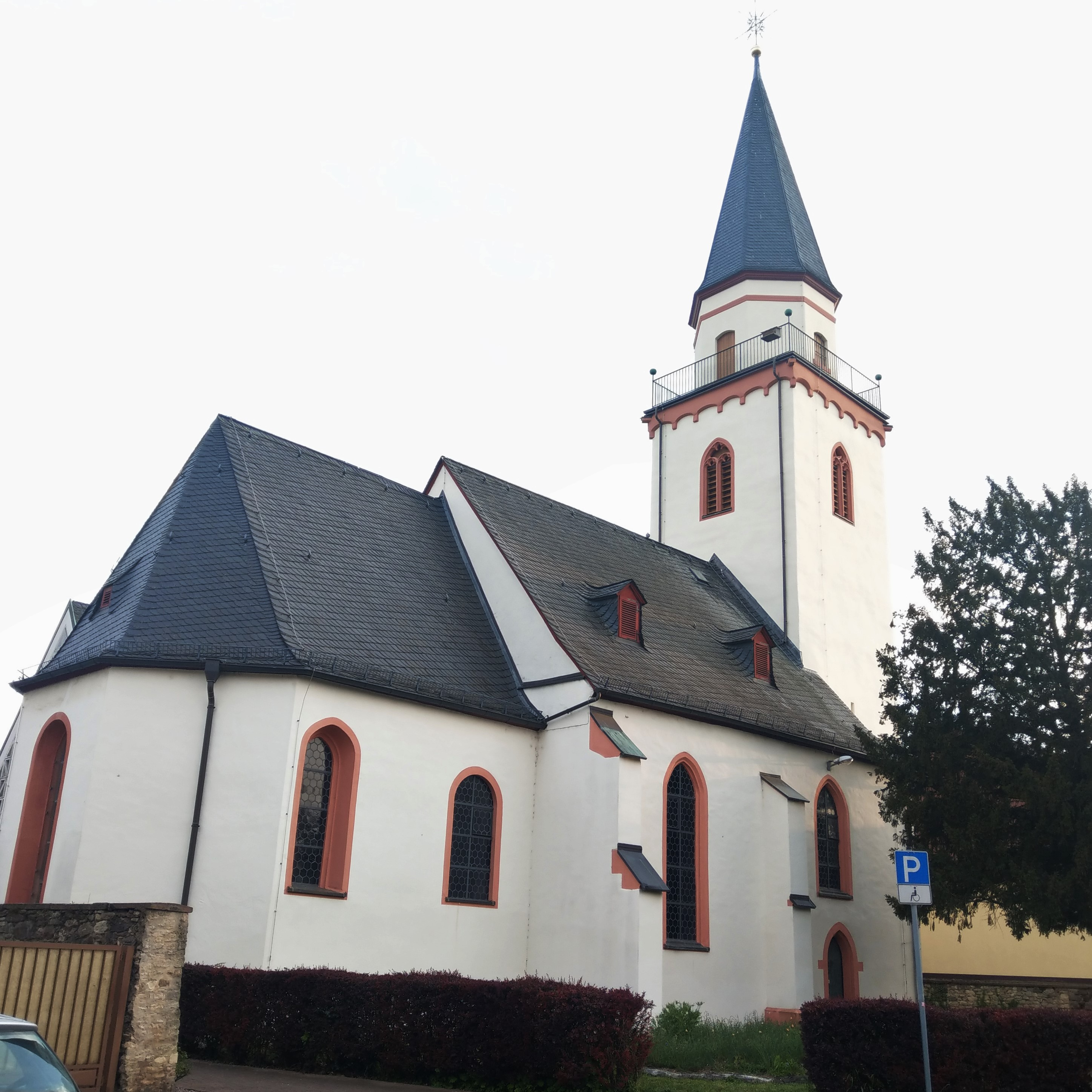
Spätgotische Hallenkirche – Bischofsheim
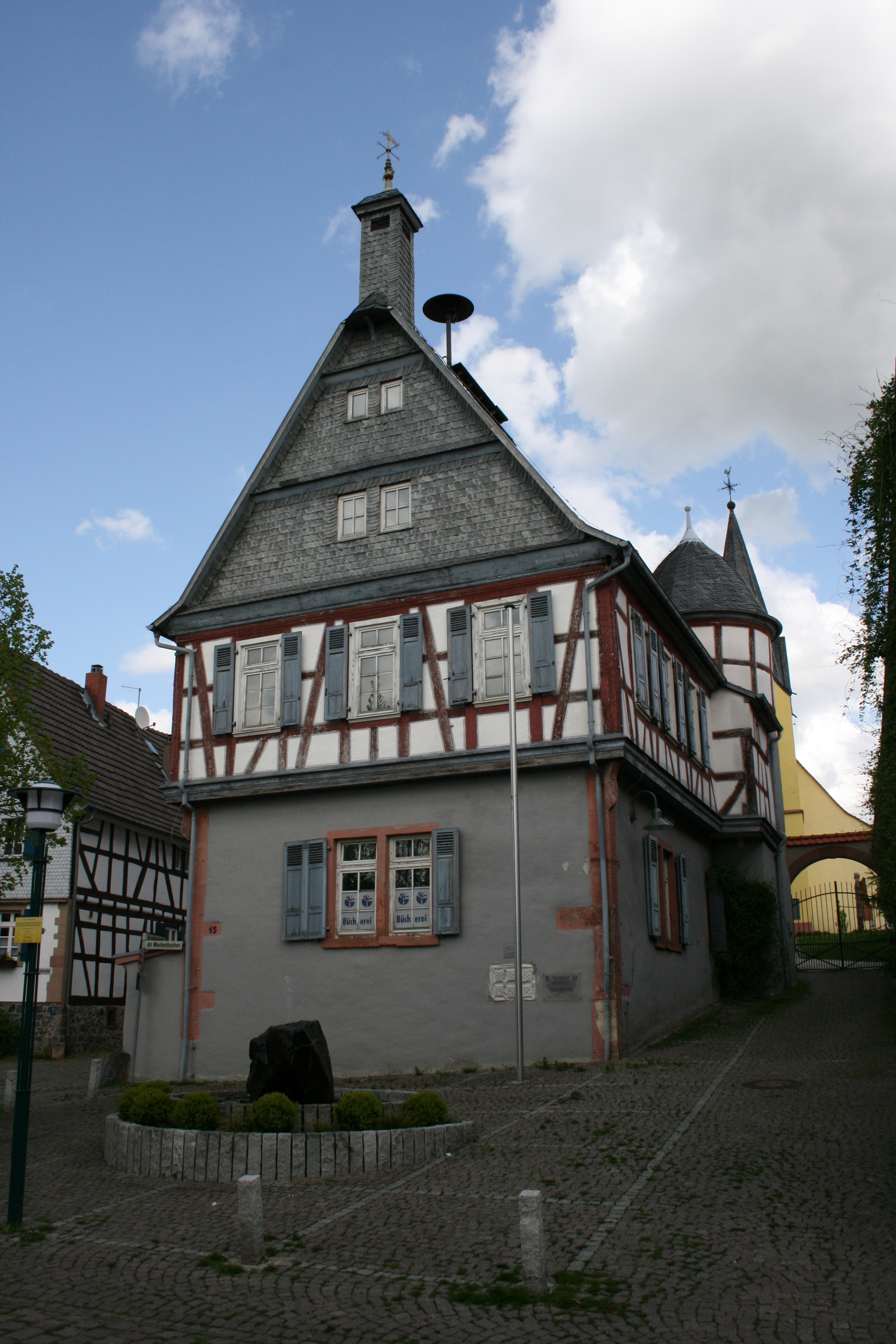
Altes Rathaus von Maintal-Wachenbuchen

### Biotope
siehe auch Liste der Naturdenkmale in Maintal
Im Ortsteil Bischofsheim befindet sich eine bemerkenswerte Alteichenpopulation am südöstlichen Rand des Gänseweihers zwischen Gänseweiherweg und dem Stadion des FSV 07 Bischofsheim. Der älteste Baum dürfte dort um das Jahr 1710 gekeimt sein. Sein Umfang beträgt fast 4 Meter.

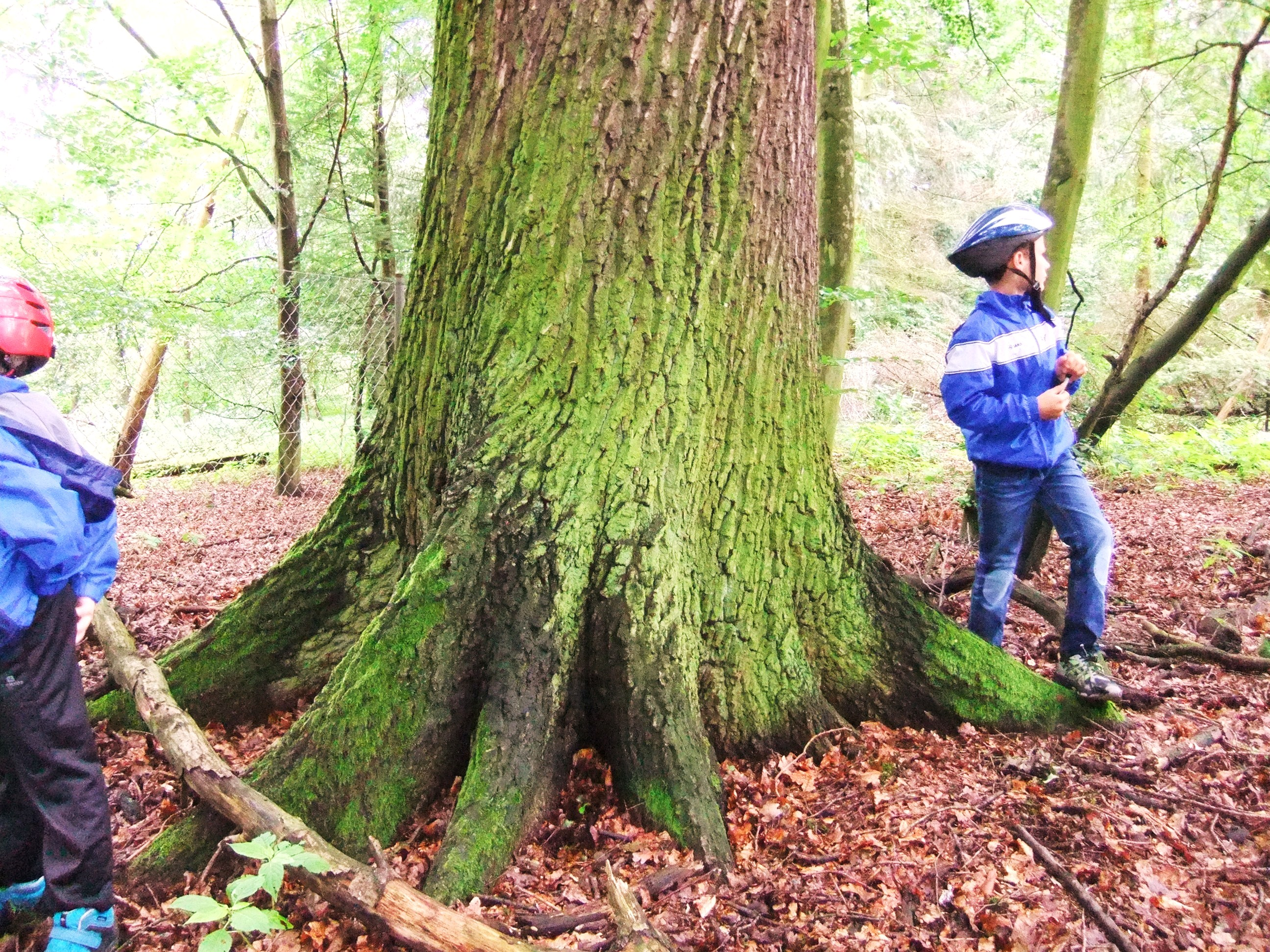
Ca. 300 Jahre alte Eiche am Gänseweiher mit fast vier Metern Umfang
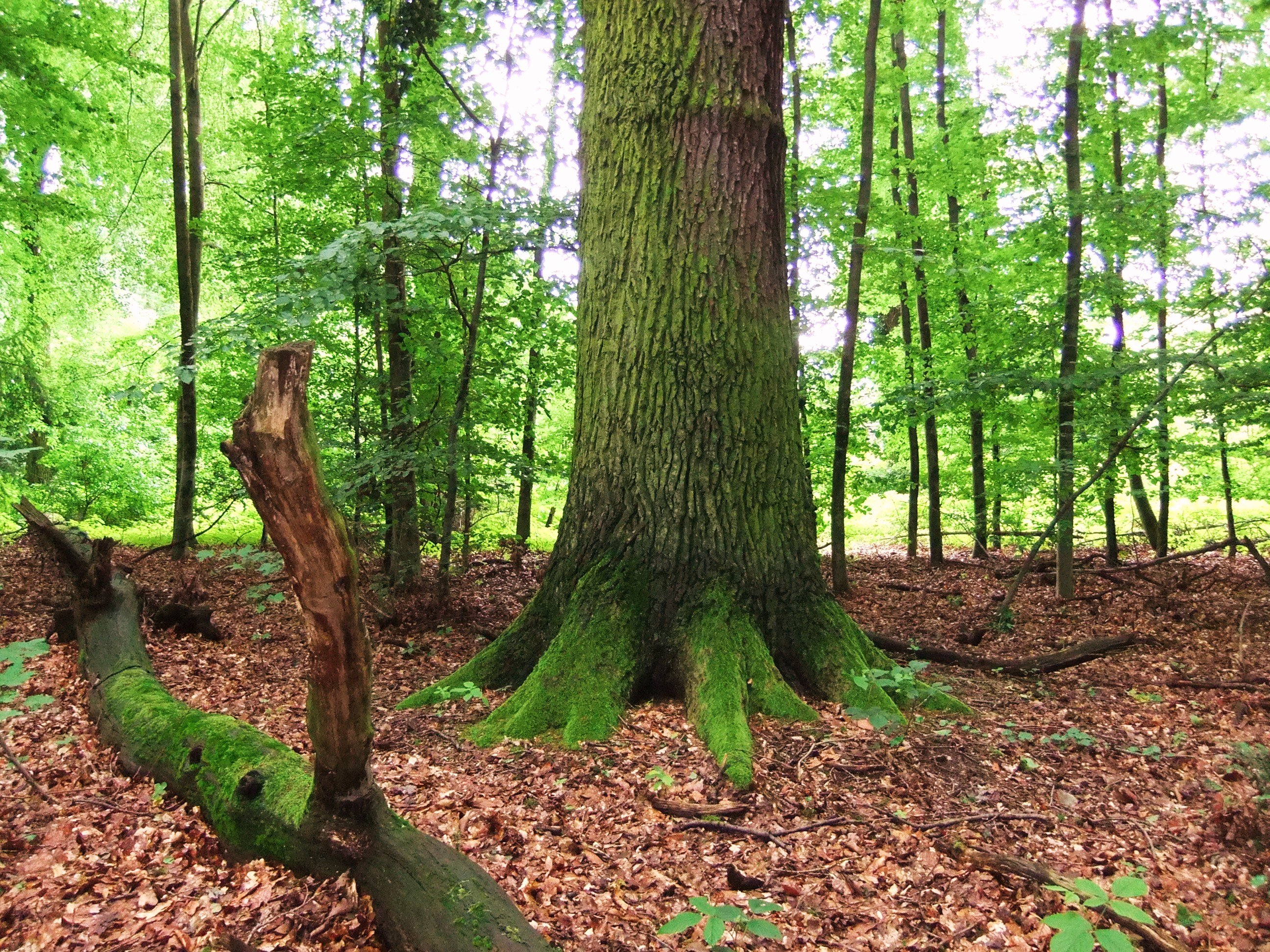
Alteiche südöstlich des Gänseweihers
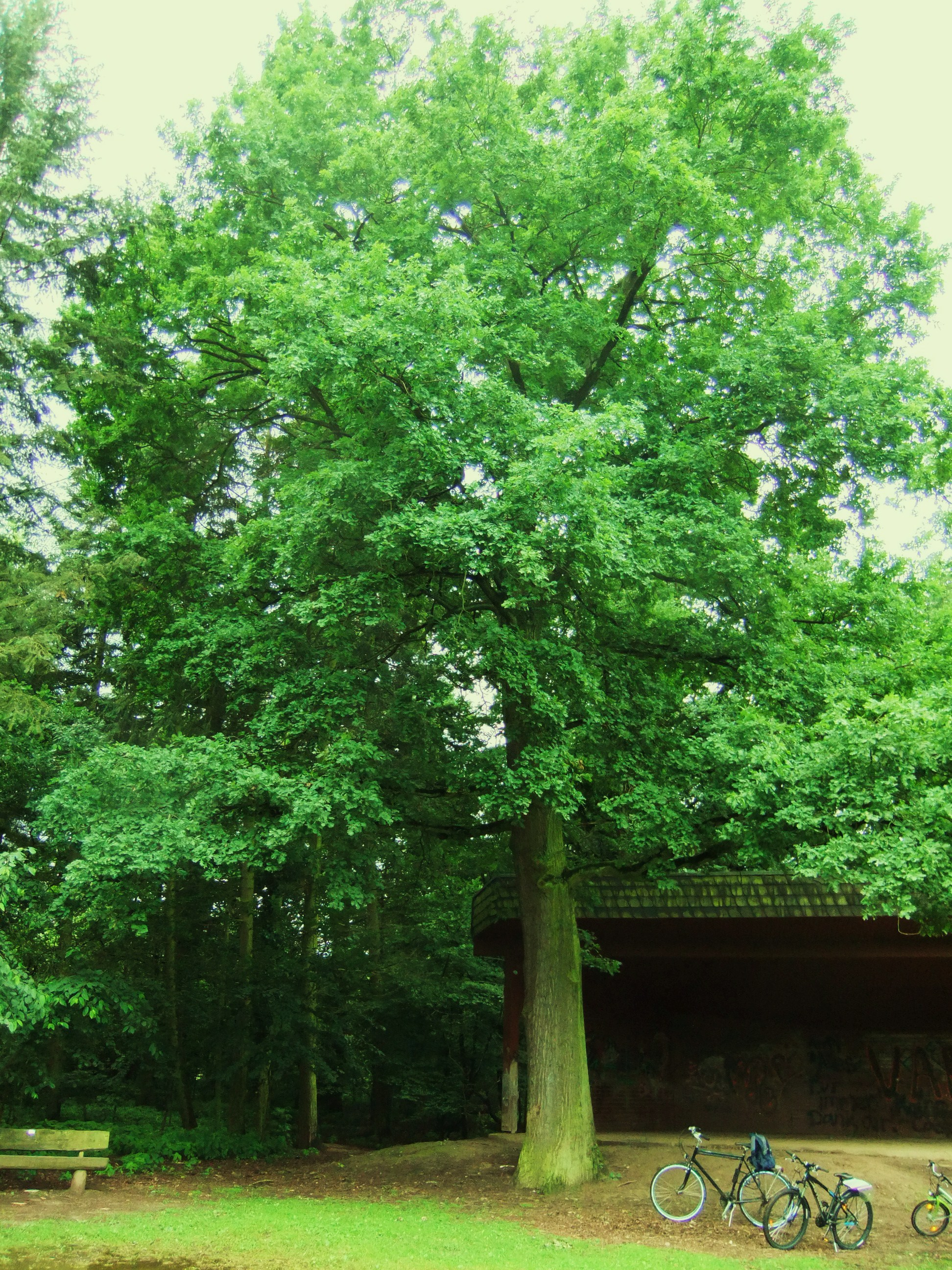
Alteiche am Rastplatz Gänseweiher

Die Population ist Teil einer größeren Ansammlung 250–380 Jahre alter Eichen im Enkheimer Wald und im Naturschutzgebiet Enkheimer Ried. Die Enkheimer Alteichen stehen am südlichen Rand des Naturschutzgebiets Enkheimer Ried des Frankfurter Stadtwaldes und Frankfurter Grüngürtels. Diese zählen sie zu den ältesten und besterhaltenen Baumpopulationen Frankfurts. Nachgewiesen sind insgesamt 30 Einzelexemplare, die sich im Wesentlichen an vier Stellen im rund 23,3 Hektar großen Enkheimer Wald  konzentrieren, von dem das Naturschutzgebiet ca. 8,9 Hektar einnimmt.

## Wirtschaft und Infrastruktur

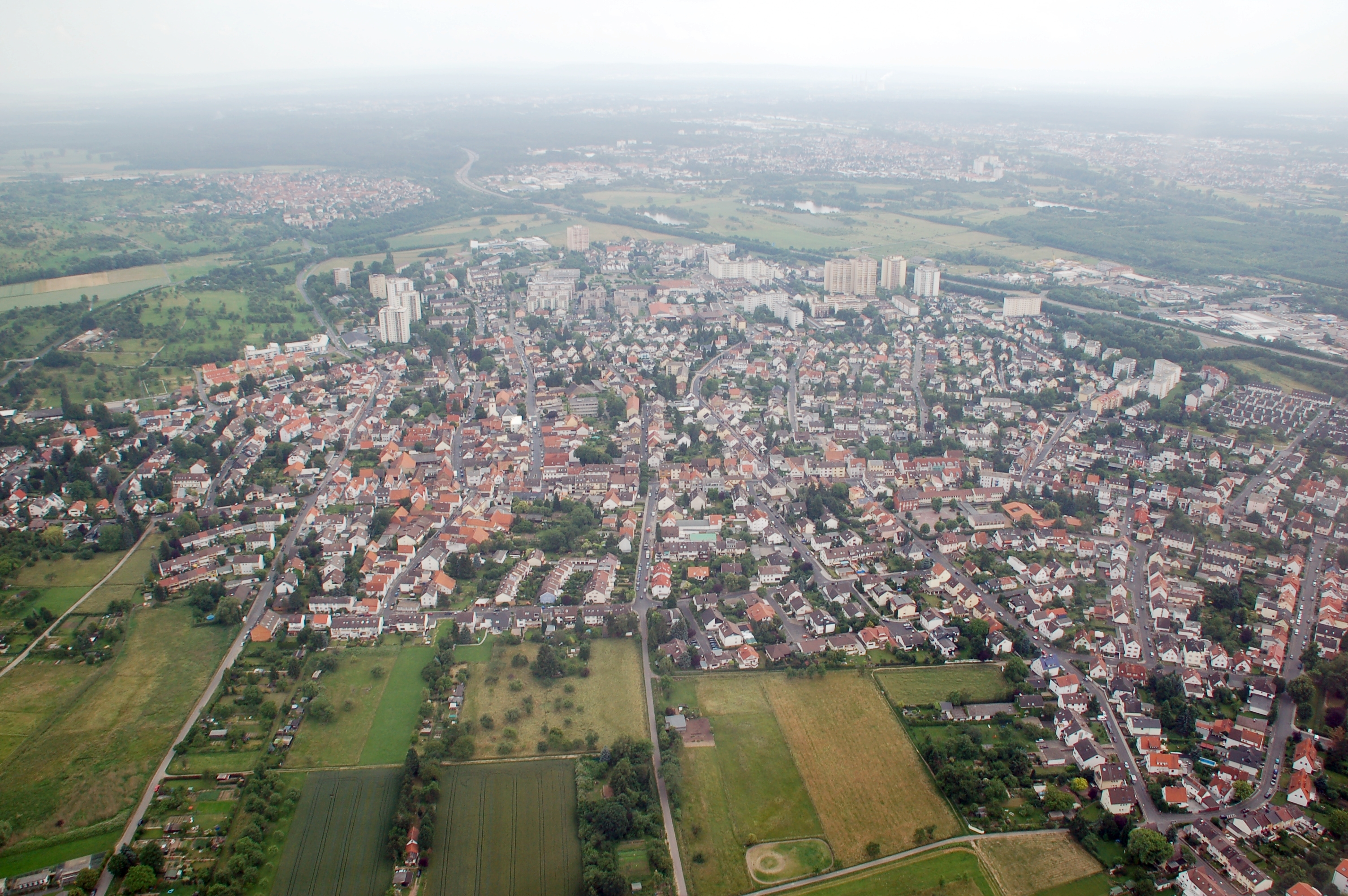
Luftbild von Maintal-Bischofsheim

Die wahrscheinlich bekannteste Maintaler Firma ist die Norma Group, deren Schlauchschellen und Schlauchverbinder in vielen Autos zu finden sind. Große Gewerbegebiete mit Autozuliefer-, Metall-, Einzelhandel- und Dienstleistungsbetrieben, auch zur Versorgung von Hanau. Ebenfalls, aber recht neu ist der chinesische Relaishersteller Xiamen Hongfa Electroacoustic, mit seiner im Jahr 2003 gegründeten Niederlassung Hongfa Europe GmbH. Hier wird das komplette Angebot aus 110 Relaisfamilien mit allen Gütesiegeln auf den Markt angeboten. Weitere wichtige Unternehmen in Maintal sind:
- Altec Lansing
- 1&1 Drillisch AG
- DHL Freight GmbH
- Norma Group

### Verkehr

#### Eisenbahnverkehr
Maintal ist über die Bahnstrecke Frankfurt–Hanau (auch „Hanauer Bahn“ genannt) mit Frankfurt am Main und Hanau verbunden. Der Haltepunkt Maintal West (bis Juni 1997 Bischofsheim-Rumpenheim) und der Bahnhof Maintal Ost (bis Juni 1997 Hochstadt-Dörnigheim) liegen im Stadtgebiet.

#### Straßenverkehr
Über die Autobahn A 66 ist Maintal an Frankfurt am Main und über das Hanauer Kreuz mit der A 45 (Dortmund–Aschaffenburg) verbunden.

#### Fährverkehr

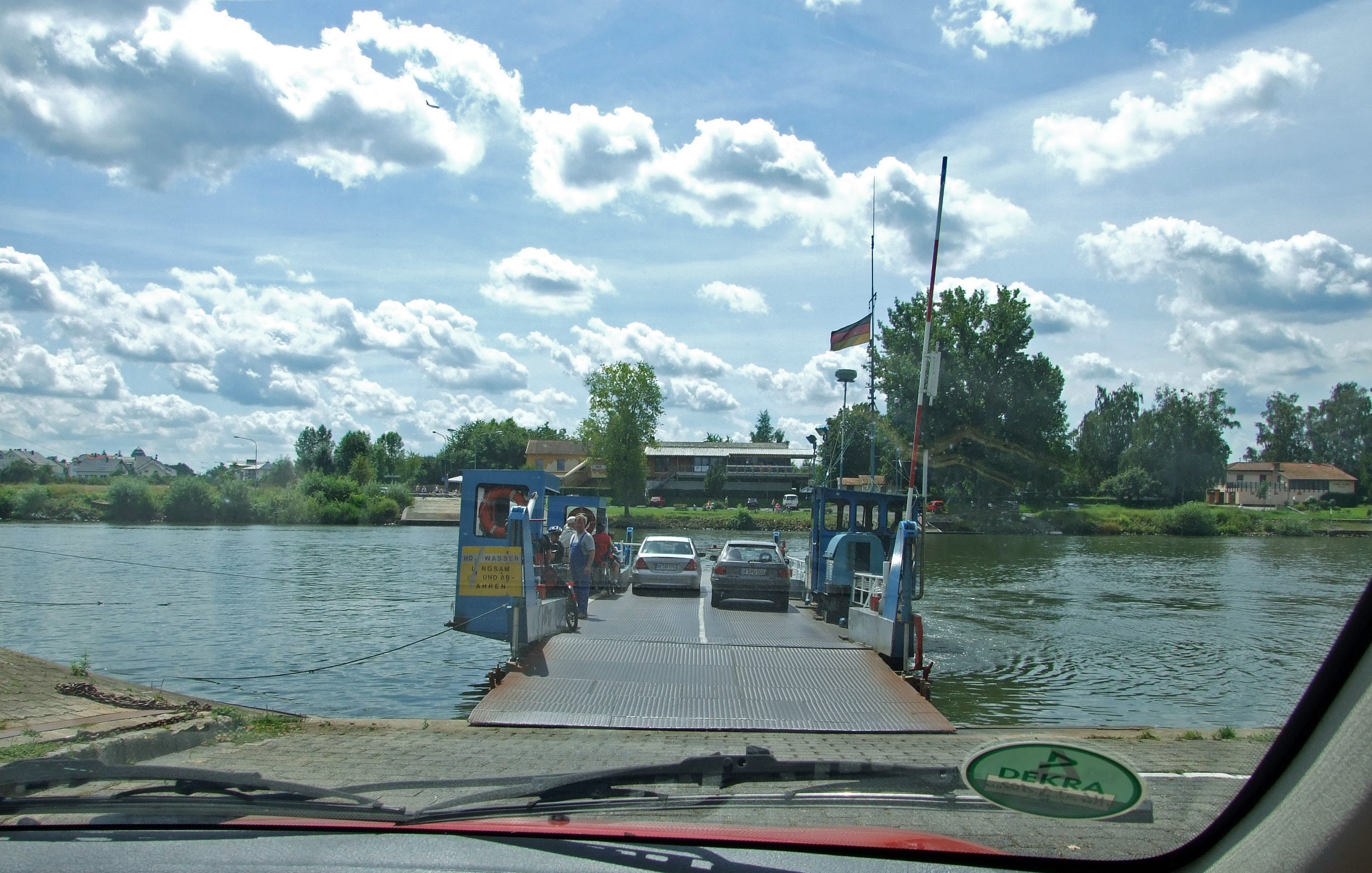
Die 2020 eingestellte Mainfähre Mühlheim

Eine Autofähre über den Main verbindet Maintal mit Rumpenheim, einem Stadtteil von Offenbach am Main. Bis 2017 bestand darüber hinaus eine Fährverbindung nach Mühlheim am Main, welche 2017 vorübergehend und 2020 endgültig stillgelegt wurde.

#### Busverkehr
Weiterhin verfügt Maintal über ein Stadtbusnetz, welches die Maintaler Stadtteile untereinander verbindet und Maintal mit der Frankfurter U-Bahn-Station Enkheim. Von dort besteht allerdings während der letzten drei Stunden des Frankfurter U-Bahnverkehrs (werktags) keinerlei Busverbindung mehr nach Maintal. Von den insgesamt 8 Buslinien, die in Maintal fahren, werden 5 von dem Stadtverkehr Maintal betrieben.
Der ehemals für eine Stadt dieser Größe überdurchschnittlich gut ausgebaute Nachtbusverkehr wurde in den letzten Jahren ersatzlos eingestellt. Dies betraf zunächst die Linie n64 von Frankfurt am Main aus durch Maintal bis nach Wachenbuchen und anschließend die Linien MKK-28 und MKK-29, die den exakt gleichen Linienweg fuhren wie die Linien MKK-22 und MKK-23.

#### Flugverkehr
Der nächstgelegene Flughafen ist der Flughafen Frankfurt Main.

Nächstgelegener Verkehrslandeplatz ist der Flugplatz Gelnhausen. Ein Segelfluggelände ist der Flugplatz Langenselbold in Langenselbold.

### Bildung

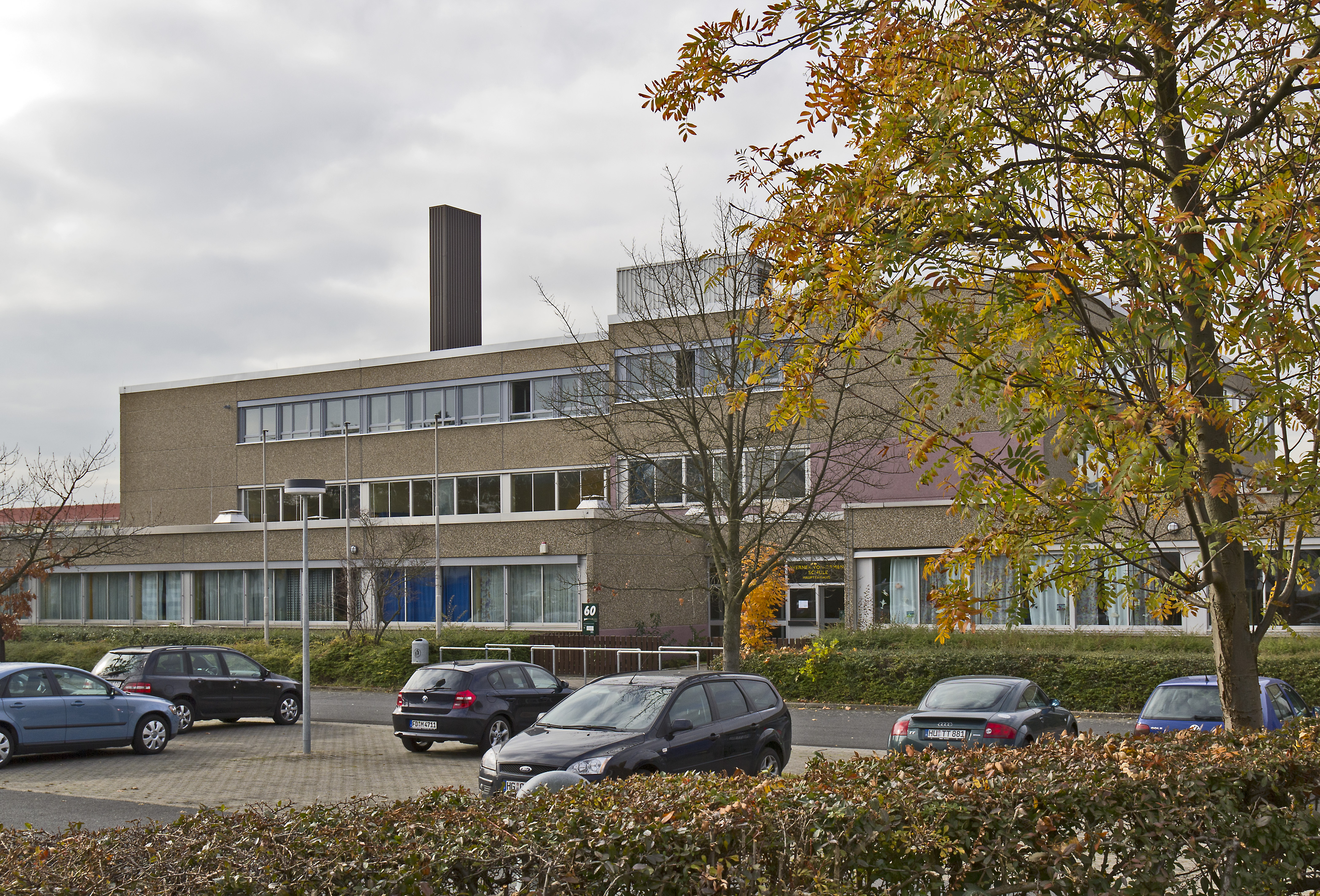
Werner-von-Siemens-Schule in Dörnigheim

Im Stadtteil Bischofsheim befinden sich die Bundesfachschule Kälte-Klima-Technik, zwei Grundschulen (Villa Kunterbunt Schule und Waldschule) sowie eine Gesamtschule (Erich-Kästner-Schule) und ein Gymnasium (Albert-Einstein-Schule). Zudem ist in diesem Stadtteil auch die Europäische Studienakademie Kälte-Klima-Lüftung (ESaK) beheimatet, sowie mehrere freie Träger von Kinderbetreuungseinrichtungen für Vor- und Grundschulkinder. Der Elternverein Bischofsheim e. V. betreibt einen privaten Montessorikindergarten, der nach den Grundsätzen der italienischen Ärztin Maria Montessori arbeitet.
Im Stadtteil Dörnigheim befindet sich eine Grundschule (Wilhelm-Busch-Schule), eine kombinierte Grund-, Haupt-, Realschule (Werner-von-Siemens-Schule), sowie eine Förderschule (Friedrich-Fröbel-Schule).
Die Stadtteile Hochstadt und Wachenbuchen verfügen jeweils über eine Grundschule (Fritz-Schubert-Schule, bzw. Büchertalschule). In Hochstadt ansässig ist auch die Stiftung MainTaler für Demokratieentwicklung von unten mit Bildungsprojekten im Bereich Politik und Wirtschaft.

## Persönlichkeiten mit Verbindung zu Maintal
- Hans Ticha (* 1940), Maler, Grafiker und Illustrator, lebt seit 1993 im Ort